# Sphenorhina phalerata
Sphenorhina phalerata är en insektsart som först beskrevs av Jacobi 1908.  Sphenorhina phalerata ingår i släktet Sphenorhina och familjen spottstritar. Inga underarter finns listade i Catalogue of Life.